# Albert Grossman
Albert Bernard Grossman (Chicago, 21 de maio de 1925 — 25 de janeiro de 1986) foi empresário e produtor musical da cena folk e do rock and roll norte-americano dos anos 1960 e 1970. Ficou famoso como o gerente de muitos dos artistas mais populares e bem-sucedidos de folk e folk-rock, incluindo Bob Dylan, Janis Joplin, Peter, Paul and Mary, the Band, Odetta, Gordon Lightfoot e Ian & Sylvia.

## Início de vida
Nascido em 21 de maio de 1926, era filho de imigrantes judeus-russos que trabalhavam como alfaiates. Estudou na Lane Technical High School e formou-se na Universidade Roosevelt em Chicago.
Depois da universidade, trabalhou para a Chicago Housing Authority, a deixando no final dos anos 1950 para entrar no negócio de clubes. Ao ver o astro Bob Gibson se apresentar no Off Beat Room em 1956, teve a ideia de uma "sala de audição" para exibir Gibson e outros talentos, à medida que o movimento revival da música popular americana aumentava. O resultado foi o Gate of Horn no porão do Rice Hotel, onde Roger McGuinn começou sua carreira como guitarrista. Grossman passou a administrar alguns dos artistas que apareceram em seu clube — incluindo Joan Baez, de dezoito anos, que conseguiu sua primeira grande oportunidade com ele — e, em 1959, uniu forças com George Wein, que fundou o Newport Jazz Festival, para iniciar o Newport Folk Festival. Na primeira edição do festival de folk, o crítico do The New York Times Robert Shelton disse: "O público americano é como a Bela Adormecida, esperando ser beijada pelo príncipe da música tradicional."

## Empresário musical
Como estava comprometido com o sucesso comercial de seus clientes, e era frequentemente cercado por entusiastas socialistas do revival da música tradicional americana, seus modos podiam gerar hostilidade. Essa hostilidade é ilustrada por uma descrição de sua presença na cena folk de Greenwich Village pelo biógrafo e crítico Michael Gray: "Ele era um homem atarracado de olhar irônico, com uma mesa regular na Gerde's Folk City, da qual observava a cena em silêncio, e muitas pessoas o detestavam. Num ambiente de reformadores da Nova Esquerda e idealistas [da música] folk em campanha por um mundo melhor, Albert Grossman era um cabeça de pão, visto movendo-se serenamente e com o propósito mortal de uma barracuda cercando cardumes de peixes."
Em 1961, Grossman uniu Mary Travers, Paul Stookey e Peter Yarrow como o grupo folk Peter, Paul and Mary. Eles rapidamente alcançaram o sucesso quando seu primeiro álbum homônimo entrou no Billboard Top Ten em 1962. O grupo tinha sido avidamente perseguido pela Atlantic Records, que estava prestes a contratá-los quando o acordo inexplicavelmente falhou. O grupo assinou com a Warner Bros. Records e os executivos da Atlantic descobriram mais tarde que era porque o editor de música Artie Mogull havia apresentado Grossman ao executivo da Warner, Herman Starr, de quem conseguiu extrair um acordo sem precedentes que deu ao trio controle criativo sobre a gravação e capa da sua música. Ao longo de sua carreira, a lista de clientes de Grossman incluiu Todd Rundgren, Odetta, Peter, Paul and Mary, John Lee Hooker, Ian & Sylvia, Phil Ochs (no início de sua carreira), Gordon Lightfoot, Richie Havens, os Pozo-Seco Singers, The Band, os Electric Flag, Jesse Winchester e Janis Joplin.
Em 20 de agosto de 1962, Bob Dylan assinou um contrato que tornou Grossman seu empresário. Também estendeu hospitalidade ao músico em sua casa em Woodstock, Nova Iorque. Dylan gostou tanto da área que comprou uma casa em 1965. A capa do álbum Bringing It All Back Home foi fotografada na casa do empresário em Woodstock. A mulher na foto da capa com Dylan, de vestido vermelho, era a esposa de Grossman, Sally. Tendo retornado a Woodstock no final de sua turnê mundial em 1966, Dylan estava voltando da casa de Grossman em West Saugerties quando sofreu um acidente de motocicleta que precipitou sua retirada de oito anos das turnês.
Ao gerenciar tanto Bob Dylan quanto Peter, Paul and Mary, Grossman trouxe ao trio a música "Blowin' in the Wind", que eles prontamente gravaram (em uma única tomada) e lançaram com sucesso.
Em sua autobiografia, Chronicles: Volume One, Dylan descreve o primeiro encontro de Grossman no café Gaslight: "Ele se parecia com Sydney Greenstreet do filme The Maltese Falcon, tinha uma presença enorme, sempre vestido de terno convencional e gravata, e se sentou numa mesa de canto. Normalmente, quando ele falava, sua voz era alta como a explosão dos tambores de guerra. Ele não falou tanto quanto rosnou."
Quando Bob Dylan estava prestes a se apresentar no Festival da Ilha de Wight, em agosto de 1969, o crítico inglês Michael Gray perguntou a Grossman sobre o boato de que os Beatles poderiam aparecer no palco com o músico. Grossman respondeu: "É claro que os Beatles gostariam de se juntar a Bob Dylan no palco. Eu gostaria de voar para a lua." Os contratos entre o cantor e o empresário foram oficialmente dissolvidos em 17 de julho de 1970, motivados pela constatação anterior de Dylan de que o empresário tinha tomado 50% de seus direitos de publicação de músicas num contrato assinado às pressas.
Quando assinou com Janis Joplin e seus quatro colegas de banda Big Brother and the Holding Company em 1967, ele lhes disse que não toleraria o uso de drogas intravenosas, e todos os cinco concordaram em obedecer à regra. Quando descobriu, na primavera de 1969, que Joplin estava injetando drogas de qualquer maneira, ele não a confrontou. Em vez disso, em junho daquele ano, contratou uma apólice de seguro de vida que lhe garantia 200 mil dólares, caso ela morresse num acidente. Seu prêmio anual era de 3 500 dólares.
Em 4 de outubro de 1970, dois meses e meio depois de sofrer um golpe com a dissolução de seus contratos com Dylan, sua mais famosa cliente remanescente, Janis Joplin, morreu subitamente de uma overdose de heroína. Ele se recusou a falar sobre sua morte a jornalistas ou colegas do setor musical, deixando sua empregada Myra Friedman para atender aos telefonemas que inundaram seu escritório. De acordo com Ellis Amburn, o biógrafo da cantora, "os sentimentos de Grossman sobre a perda de sua cliente mais valiosa não são conhecidos." O que se sabe é que em 1974, quando seus únicos clientes vivos eram os membros do The Band, manteve-se ocupado com o legado de Joplin. A Corporação Associada de Indenização de San Francisco desafiou-o em sua arrecadação de 200 mil dólares da apólice de seguro de vida, o que levou a um julgamento civil bizarro na primavera daquele ano, coberto pelo New York Post, no qual a seguradora tentou provar que a morte da cantora foi um suicídio, não uma overdose acidental como havia sido determinado pelo Dr. Thomas Noguchi. Grossman declarou que nunca havia conhecido a extensão do abuso de substâncias por parte da cantora quando ela estava viva, e que ele garantiu a política de morte acidental "tendo em mente acidentes aéreos." Ele ganhou o caso e arrecadou 112 mil dólares. Em 1974 também ajudou Howard Alk na criação do documentário Janis, localizando e usando imagens em preto e branco, nas quais a cantora disse estar satisfeita com Grossman como seu empresário.
Em 1969, Grossman estabeleceu o Bearsville Recording Studio perto de Woodstock e, em 1970, fundou a Bearsville Records, que evoluiu de sua breve parceria com a empresa Ampex numa gravadora com o mesmo nome. Embora esse empreendimento tenha durado pouco – o primeiro álbum solo de Todd Rundgren, Runt, foi um dos poucos lançamentos bem-sucedidos – isso logo levou ao estabelecimento da gravadora Bearsville Records, originalmente distribuída pela Ampex e depois pela Warner Bros. Records.

## Morte
Grossman morreu de ataque cardíaco em 25 de janeiro de 1986, enquanto voava num Concorde, com 59 anos. Estava a caminho de Londres e planejava fazer uma viagem a Cannes, na França, para participar de uma convenção musical. Está enterrado atrás de seu próprio Bearsville Studios, perto de Woodstock, Nova Iorque.

## Estilo
Grossman tinha uma reputação de agressividade tanto no método de aquisição de clientes quanto na implementação de seus sucessos. Essa agressão foi baseada em grande parte na fé em seus próprios julgamentos estéticos. Cobrava de seus clientes 25% de comissão (os padrões da indústria eram 15%). Ele é citado dizendo: "Toda vez que você fala comigo, você é dez por cento mais esperto do que antes. Então, apenas adiciono dez por cento ao que todos os bobos cobram por nada."
Nas negociações, uma das técnicas favoritas de Grossman era o silêncio. O gerente de músicos Charlie Rothschild disse: "ele simplesmente olhava para você e não dizia nada. Ele não ofereceu nenhuma informação, e isso deixaria as pessoas loucas. Eles continuavam conversando para preencher o vazio e diziam qualquer coisa. Ele tinha um dom notável para derrubar o equilíbrio de poder em seu favor."
Às vezes, Grossman parecia traiçoeiro devotado à satisfação de seus clientes. Enquanto atrai Joan Baez à representação, é citado tendo dito: "Olha, do que você gosta? Apenas me diga do que você gosta? Eu posso conseguir para você. Eu posso conseguir o que quiser. Quem você quer? Apenas me diga. Vou pegar quem você quiser."

## Filme
No documentário Dont Look Back, que narra a turnê de Dylan em 1965 no Reino Unido, Grossman pode ser visto constantemente protegendo seu cliente, às vezes confrontando agressivamente pessoas que considera desrespeitosas com o músico. Em uma cena memorável, ele trabalha com o empresário musical Tito Burns para extrair um bom preço pela aparição do músico na BBC One. D. A. Pennebaker, o diretor do documentário, falou sobre suas táticas de gestão: "Eu acho que Albert foi uma das poucas pessoas que viram o valor de Dylan muito cedo, e jogou absolutamente sem equívocos ou qualquer tipo de compromisso."
Há dois comentários importantes sobre o empresário no filme No Direction Home, de Martin Scorsese. Uma é a de Dylan: "ele era uma figura como a do coronel Tom Parker todo imaculadamente vestido, toda vez que você o vê. Você podia sentir o cheiro dele vindo." O outro é de John Cohen: "não acho que Albert tenha manipulado Bob, porque Bob era mais estranho que Albert."
Na cinebiografia I'm Not There de 2007, foi representado como o personagem fictício Norman, interpretado por Mark Camacho. No filme, Norman faz muitas das observações proferidas por Grossman em Dont Look Back, a certa altura dizendo a um gerente de hotel inglês: "e você, senhor, é um dos idiotas mais idiotas e estúpidos com quem já falei na minha vida." Também foi brevemente representado como o gerente do fictício Bob Dylan (Hayden Christensen como Billy Quinn) no filme Factory Girl, de 2006.
No filme Inside Llewyn Davis, de 2013, realizado pelos irmãos Coen, F. Murray Abraham interpreta um personagem fictício chamado Bud Grossman, dono do clube folk The Gate of Horn em Chicago, o mesmo nome do clube de Albert Grossman em Chicago. No filme, o cantor folk fictício Llewyn Davis (interpretado por Oscar Isaac) faz um teste para Bud Grossman, que responde: "Não vejo muito dinheiro aqui." Este comentário se refere à experiência de Dave Van Ronk, que contou uma audição semelhante para Grossman, que então perguntou: "Você sabe quem trabalha aqui? Big Bill Broonzy trabalha aqui. Josh White trabalha aqui. Agora me diga por que eu deveria contratá-lo?" Após esse comentário, oferece a Davis uma parte de uma banda que estava prestes a montar, composta por dois rapazes e uma garota, que um jornalista observa que é "uma referência a Peter, Paul, and Mary, o trio que montou 1961 – escolhendo finalmente Noel Paul Stookey como o terceiro membro do grupo, em vez de Van Ronk, a quem ele também considerou." Davis rejeita a oferta.